# Emil Bønnelycke
Emil Bønnelycke född 21 mars 1893 i Danmark död 27 november 1953 i Halmstad Sverige, dansk författare. Han var en av förgrundsgestalterna i den lyriska modernism som bröt fram under slutet av första världskriget.
Han framträdde 1917 som lyriker med Ild og Ungdom, följd av Taarer (1918), Asfaltens Sange (1918), Buer og Staal (1919), Rosa Luxemburg (1919), Gadens Legende (1920), Hymnerne (1925) med flera. Bønnelycke utgav även bland annat romanerna Spartanerne (1919), Aurora (1920), Ny Ungdom (1925) och Appassionata (1926) samt en del noveller.